# Фредеріксгавн

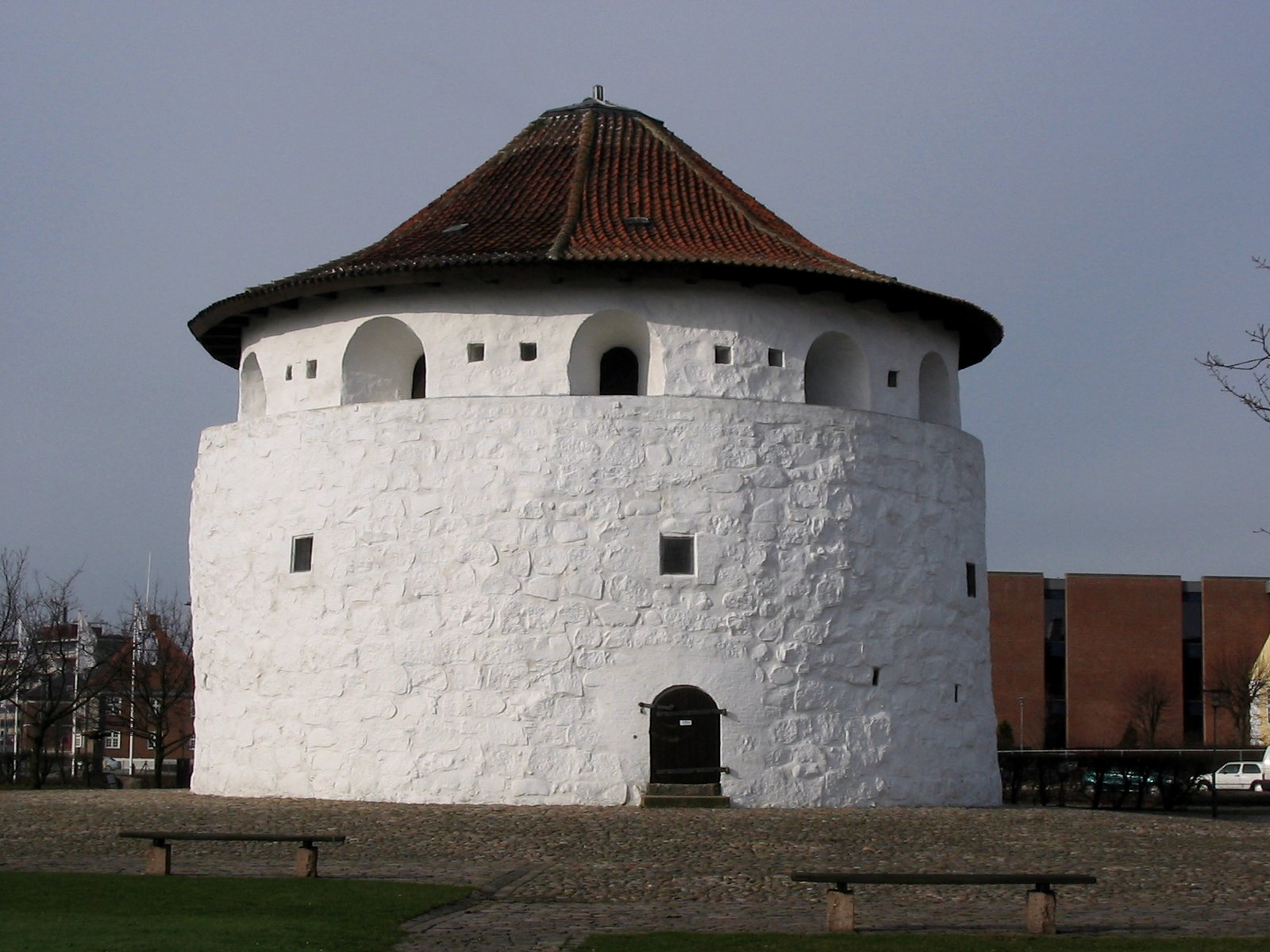
Порохова Вежа(Krudttårnet) — символ міста, сопоруджена в 1688

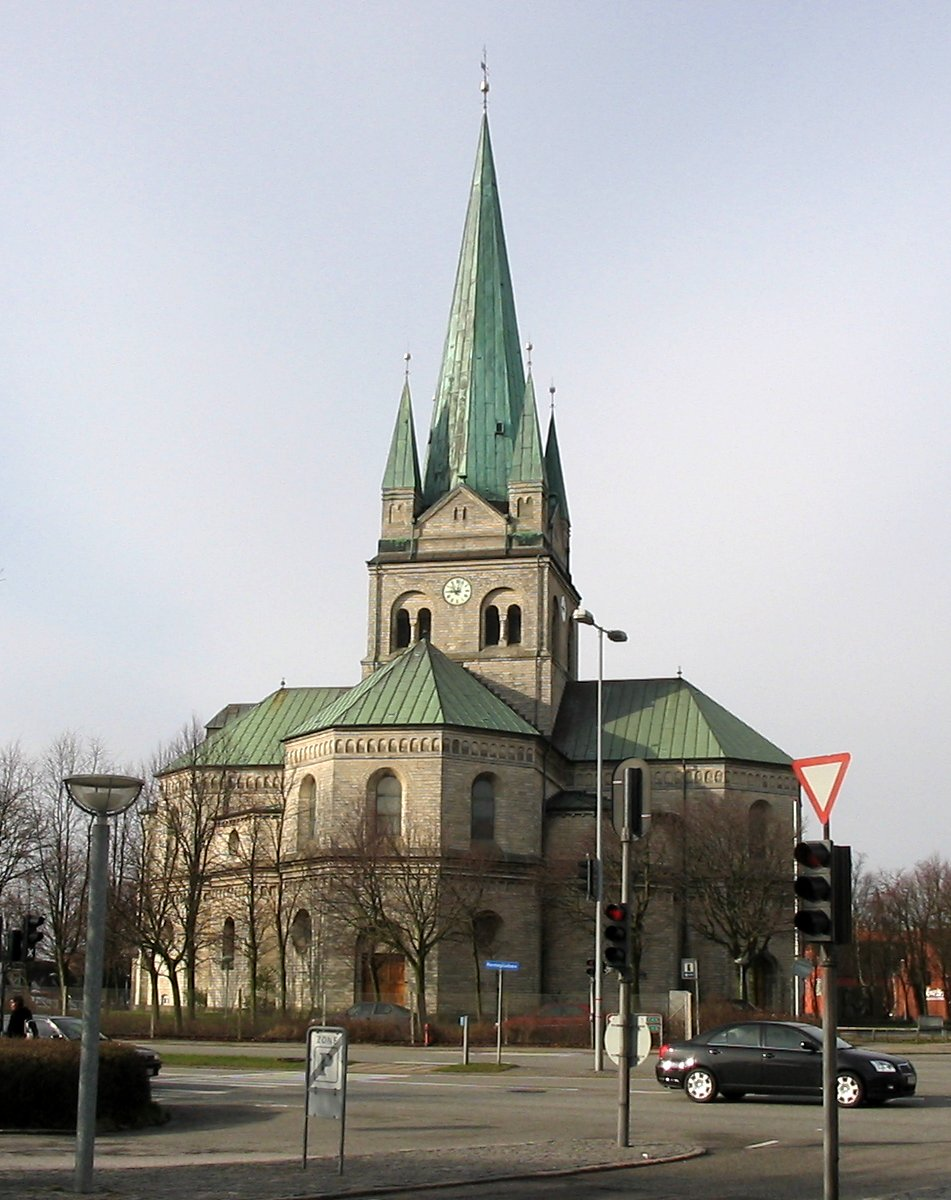

57°26′00″ пн. ш. 10°31′00″ сх. д. / 57.43333° пн. ш. 10.51667° сх. д.

Фредеріксгавн (дан. Frederikshavn) — місто в області Північна Ютландія Данії, адміністративний центр однойменного муніципалитету.
Розташований на півночі півострова Ютландія на березі протоки Каттегат.
Населення — 23 636 чоловік (1 січня 2006). Статус торгового міста і свою сучасну назву на честь Фредеріка VI місто отримало в 1818 рік у. До цього поселення називалося дан. Fladstrand (плаский пляж).
Поромне сполучення з'єднує місто з Норвегією (Осло) і Швецією (Гетеборг), островом Лесьо. Важливий рибальський і вантажний порт. Найбільше в місті суднобудівне підприємство Danyard було закрито в кінці 1990-х, що спричинило звільнення понад 2000 осіб.
Данське слово frederikshavner означає, крім жителя Фредеріксгавна, якісну камбалу — дуже популярну в країні рибу.